# Кубок світу з біатлону 2011—2012, змішана естафета
Залік змішаних естафет у рамках Кубку світу з біатлону сезону 2011—12 складається з трьох гонок, перша з яких відбулася 18 грудня 2011 року на третьому етапі у Гохфільцені, друга відбудеться на восьмому етапі в Контіолахті, третя — на Чемпіонаті світу в Рупольдінгу.

## Формат
Від кожної команди у змішаній естафеті беруть участь по чотири біатлоністи: по дві жінки та два чоловіки. Жінки змагаються на перших двох етапах, чоловіки — на двох останніх. На кожному етапі спортсмени долають по три кола. Загальна дистанція для жінок коротша, ніж для чоловіків, і становить 6 км, тоді як для чоловіків — 7,5 км.
На кожному етапі спортсмени долають по два вогневі рубежі: перша стрільба виконується в положенні лежачи, друга — в положенні стоячи. На кожні стрільбі необхідно закрити по 5 мішеней. В разі промаху кожен біатлоніст має в запасі по 3 додаткові патрони, які треба заряджати вручну (для 5 мішеней патрони заряджені в магазині). За кожну нерозбиту мішень спортсмен карається штрафним колом завдовжки 150 метрів.
На Кубку світу 2011—12 за результати у змішаній естафеті вперше нараховуються бали, що йдуть до заліку кубку націй. Очки діляться навпіл для жіночого та чоловічого залііків.

## Переможці та призери етапів
| Гонка:                                                                       | Золото:                                                                          | Час                                                       | Срібло:                                                                  | Час                                                       | Бронза:                                                                  | Час                                                       |
| Гохфільцен Протокол [Архівовано 6 вересня 2012 у WebCite]                    | Росія Ольга Вілухіна Ольга Зайцева Олексій Волков Антон Шипулін                  | 1:13:33.4 (0+0) (0+3) (0+2) (0+0) (0+0) (0+0)             | Чехія Вероніка Віткова Габріела Соукалова Ондрей Моравець Міхал Шлезінгр | 1:14:00.4 (0+0) (0+1) (0+0) (0+0) (0+1) (0+0) (0+0) (0+1) | Франція Марі Абер Софі Буаї Алексі Беф Сімон Фуркад                      | 1:14:11.9 (0+0) (0+2) (0+2) (0+2) (0+0) (0+1) (0+2) (0+0) |
| Контіолахті Протокол [Архівовано 10 вересня 2012 у WebCite]                  | Франція Софі Буаї Анаїс Бескон Жан-Гійом Беатрікс Венсан Же                      | 1:26:22.9 (0+0) (0+0) (0+3) (0+2) (0+0) (0+0)             | Україна Наталія Бурдига Олена Підгрушна Андрій Дериземля Сергій Седнєв   | 1:26:23.9 (0+0) (0+0) (0+0) (0+2) (0+1) (0+1)             | Словаччина Яна Герекова Анастасія Кузьміна Матей Казар Мірослав Матяско  | 1:27:06.5 (0+1) (0+3) (0+1) (0+2) (0+0) (0+0) (0+0) (0+1) |
| Чемпіонат світу 2012 Протокол [Архівовано 3 березня 2012 у Wayback Machine.] | Норвегія Тура Бергер Сіннове Солемдаль Уле-Ейнар Б'єрндален Еміль Хегле Свендсен | 1:12:29.3 (0+0) (0+0) (0+1) (0+3) (0+2) (1+3) (0+0) (0+2) | Словенія Андреа Малі Тея Грегорін Клемен Бауер Яков Фак                  | 1:12:49.5 (0+1) (0+0) (0+3) (0+2) (0+0) (0+0)             | Німеччина Андреа Генкель Магдалена Нойнер Андреас Бірнбахер Арнд Пайффер | 1:13:02.1 (0+2) (0+1) (0+1) (0+2) (0+0) (0+0) (0+1) (1+3) |

## Нарахування очок
| Місце | 1  | 2  | 3  | 4  | 5  | 6  | 7  | 8  | 9  | 10 | 11 | 12 | 13 | 14 | 15 | 16 | 17 | 18 | 19 | 20 | 21 | 22 | 23 | 24 | 25 | 26 | 27 | 28 | 29 | 30 | 31 | 32 | 33 | 34 | 35 | 36 | 37 | 38 | 39 | 40 |
| ----- | -- | -- | -- | -- | -- | -- | -- | -- | -- | -- | -- | -- | -- | -- | -- | -- | -- | -- | -- | -- | -- | -- | -- | -- | -- | -- | -- | -- | -- | -- | -- | -- | -- | -- | -- | -- | -- | -- | -- | -- |
| Очки  | 60 | 54 | 48 | 43 | 40 | 38 | 36 | 34 | 32 | 31 | 30 | 29 | 28 | 27 | 26 | 25 | 24 | 23 | 22 | 21 | 20 | 19 | 18 | 17 | 16 | 15 | 14 | 13 | 12 | 11 | 10 | 9  | 8  | 7  | 6  | 5  | 4  | 3  | 2  | 1  |

## Таблиця
| #  | Країна          | ГОХ | КОН | ЧС  | Разом |
| -- | --------------- | --- | --- | --- | ----- |
| 1  | Росія           | 60  | 43  | 40  | 143   |
| 2  | Франція         | 48  | 60  | 30  | 138   |
| 3  | Німеччина       | 40  | 40  | 48  | 128   |
| 4  | Україна         | 34  | 54  | 27  | 115   |
| 5  | Швеція          | 43  | 28  | 43  | 114   |
| 6  | Словаччина      | 29  | 48  | 36  | 113   |
| 7  | Чехія           | 54  | 24  | 34  | 112   |
| 8  | Білорусь        | 31  | 34  | 38  | 103   |
| 9  | Італія          | 36  | 31  | 32  | 99    |
| 10 | США             | 27  | 38  | 29  | 94    |
| 11 | Норвегія        | —   | 27  | 60  | 87    |
| 12 | Польща          | 32  | 26  | 28  | 86    |
| 13 | Фінляндія       | 23  | 36  | 25  | 84    |
| 14 | Словенія        | 28  | DNS | 54  | 82    |
| 15 | Болгарія        | 30  | 29  | 19  | 78    |
| 16 | Естонія         | 19  | 32  | 26  | 77    |
| 17 | Японія          | 21  | 30  | 24  | 75    |
| 18 | Канада          | 38  | —   | 23  | 61    |
| 19 | Литва           | 20  | 23  | 16  | 59    |
| 20 | Швейцарія       | 25  | —   | 31  | 56    |
| 21 | КНР             | 16  | 25  | 15  | 56    |
| 22 | Австрія         | 26  | —   | 20  | 46    |
| 23 | Казахстан       | 24  | —   | 21  | 45    |
| 24 | Румунія         | 22  | —   | 22  | 44    |
| 25 | Велика Британія | 18  | —   | 17  | 35    |
| 25 | Латвія          | 17  | —   | 18  | 35    |
| 27 | Південна Корея  | 15  | —   | DNF | 15    |

## Результати української естафети
| Гонка                                                                        | Результат | Склад команди                                                  | Програш і стрільба                                   |
| ---------------------------------------------------------------------------- | --------- | -------------------------------------------------------------- | ---------------------------------------------------- |
| Гохфільцен Протокол [Архівовано 6 вересня 2012 у WebCite]                    | 8         | Валя Семеренко Віта Семеренко Андрій Дериземля Сергій Семенов  | +1.23.4 2+7 0+3 + 2+3 0+0 + 0+0 0+1 + 0+1 0+0 + 0+2  |
| Контіолахті Протокол [Архівовано 10 вересня 2012 у WebCite]                  | 2         | Наталія Бурдига Олена Підгрушна Андрій Дериземля Сергій Седнєв | +1.0 0+4 0+0 + 0+0 0+0 + 0+2 0+1 + 0+1               |
| Чемпіонат світу 2012 Протокол [Архівовано 3 березня 2012 у Wayback Machine.] | 14        | Наталія Бурдига Віта Семеренко Андрій Дериземля Сергій Семенов | +3:16.5 1+12 0+1 + 0+1 1+3 + 0+0 0+2 + 0+1 0+2 + 0+2 |